# Orion (bateau)
Pour les articles homonymes, voir Orion.
L’Orion (indicatif visuel M645) est un chasseur de mines de la Marine française de classe Tripartite. Sa ville marraine est Soulac-sur-Mer. Il a été admis au service actif le 14 janvier 1986.

## Missions
Ses missions sont « la détection, la localisation, la classification, l'identification puis la destruction ou neutralisation des mines par fonds de 10 à 80 mètres, le guidage des convois sous menace de mines et la pénétration sous la mer, la recherche d'épaves ». C'est ce que l'on désigne par guerre des mines ou lutte contre les mines. Ces mines, souvent dérivantes, sont des survivantes des deux guerres mondiales ou des explosifs abandonnés (mines dormantes de fond ou torpilles de sous-marins échouées sans avoir explosé).
Le chasseur de mines doit assurer la sécurité des accès de nos ports de commerce comme de guerre ainsi que le nettoyage des zones de pêche côtière. Les chaluts peuvent remonter des mines qui sont remises à l'eau après relèvement de l'emplacement.
La conduite du bâtiment en opérations se fait depuis un local spécialisé (mission Surmines) par un ratissage systématique tandis que la passerelle assure la veille en surface pour la sécurité de la navigation.
La destruction des explosifs indésirables se fait par des explosifs, déposés autour de l'engin à détruire, activés à distance et sur ordre des autorités maritimes (Préfet maritime) s'agissant par exemple d'une torpille échouée (plusieurs centaines de kg de TNT).

## Commandement
Actuellement, le commandement est  assuré par le capitaine de corvette Laurent.